# David Milford Hume
David Milford Hume (Muskegon, 21 ottobre 1917 – Woods Hole, 19 maggio 1973) è stato un chirurgo statunitense, uno dei pionieri nella ricerca e nel trattamento delle malattie renali.

## Biografia
Hume frequentò l'Harvard University e l'Università di Chicago, si formò al Peter Bent Brigham Hospital di Boston e fu al servizio della Marina degli Stati Uniti. Fu istruttore di Chirurgia all'Harvard Medical School dal 1951 al 1956. Fu assistente chirurgo al Peter Bent Brigham, nel quale fece parte del team che eseguì il primo trapianto renale tra gemelli omozigoti.
Nel 1956 divenne capo dipartimento del Medical College di Richmond in Virginia. L'anno successivo eseguì uno dei primi trapianti renali tra gemelli identici. Nel 1962 contribuì alla nascita del  programma per trapianto renale a Richmond, all'epoca uno dei pochi presenti in tutto il pianeta.
Hume pubblicò un centinaio di pubblicazioni scientifiche, molte di esse riguardavano il trapianto renale e sul sistema immunitario. Nel 1969 fu coautore del volume Principles of Surgery.
Hume morì in un incidente aereo nel 1973.